# FC Victoria Brănești
FC Victoria Brănești ist ein rumänischer Fußballverein aus Brănești, Kreis Ilfov. Er spielt seit der Saison 2012/13 in der dritthöchsten rumänischen Fußballliga, der Liga III.

## Geschichte
Victoria Brănești wurde im Jahr 1968 gegründet und spielte fast 40 Jahre lang in unteren Ligen. Sein rasanter Aufstieg begann im Jahr 2007, als der Verein in die Liga III aufstieg. Obwohl als Saisonziel stets der Klassenerhalt ausgegeben worden war, gelang im Jahr 2009 der erneute Aufstieg – diesmal in die Liga II. Bereits ein Jahr später war der Durchmarsch perfekt und Victoria gelang 2010 unter Trainer Ilie Stan der Aufstieg in die höchste Spielklasse, die Liga 1. Brănești löste damit Scornicești als kleinsten Ort Rumäniens ab, aus dem jemals ein Verein in der höchsten Spielklasse gespielt hatte. Da das Stadionul Cătălin Hîldan aufgrund seiner geringen Größe nicht für Spiele der Liga 1 geeignet war, trug Victoria seine ersten elf Heimspiele in der Saison 2010/11 im Stadionul Municipal von Buzău und die letzten sechs im Stadionul Concordia von Chiajna aus. Weil die Mannschaft nach dem 27. Spieltag bereits neun Punkte Rückstand auf einen Nichtabstiegsplatz hatte und der Verein mit großen finanziellen Problemen kämpfte, löste Ilie Stan am 19. April 2011 seinen Trainervertrag auf und wurde durch den bisherigen Co-Trainer Ciprian Urican ersetzt. Am Ende der Saison stieg der Verein als Drittletzter der Tabelle in die Liga II ab. Nach enttäuschenden Ergebnissen in den ersten elf Meisterschaftsspielen wurde Chefcoach Urican am 31. Oktober 2011 entlassen und durch Marin Dună, den bisherigen Trainer der zweiten Mannschaft ersetzt. In der Winterpause zog sich der Verein vom Spielbetrieb zurück und musste in die Liga III absteigen.

## Erfolge
- Aufstieg in die Liga 1: 2010

## Ehemalige Trainer
- Ilie Stan (2008 bis 19. April 2011)
- Ciprian Urican (19. April 2011 bis 31. Oktober 2011)
- Marin Dună (31. Oktober 2011 bis Januar 2012)